# Ystads IF
Ne pas confondre avec l'autre club de la ville, l'IFK Ystad HK (en).
L'Ystads IF est un club de handball qui se situe à Ystad en Suède. 

## Palmarès
- Championnat de Suède 
  - Vainqueur (3) : 1976, 1992 et 2022
  - Deuxième (2) : 1979, 1981

## Personnalités liées au club
- Kent-Harry Andersson : entraîneur de 1988 à 1993
- Kim Andersson : joueur de 1998 à 2001 et depuis 2015
- Mattias Andersson : joueur de 1985 (formé au club) à 1999
- Per Carlén : joueur de 1991 à 2000
- Niclas Ekberg : joueur de 2009 à 2010
- Jim Gottfridsson : joueur de 2011 à 2013